# Hannah Höch
Hannah Höch  (Gotha, 1889. november 1. – Nyugat-Berlin, 1978. május 31.) német festő-, grafikus-, kollázsművész, a berlini dadaisták körének feminista tagja, a fotómontázs műfajának egyik úttörője. Legismertebb munkái a weimari köztársaság alatt születtek.

## Élete és munkássága
Apja egy biztosítási cég igazgatója, anyja amatőr festő volt. Művészeti tanulmányait a berlini Kunstgewerbeschule-n kezdte el 1912-ben. Az első világháború kitörése után az iskola bezárt, ezért hazatért Gothába és a Vöröskeresztnél dolgozott. 1915-ben folytatta művészeti tanulmányait Berlinben. Ekkoriban ismerkedett meg Raoul Hausmannal, a berlini dadaisták körének tagjával, és egy hét évig tartó párkapcsolat kezdődött közöttük. 1916–1926-ig részmunkaidőben dolgozott az Ullstein Kiadónál, hímzésmintákat rajzolt és ruhamodelleket tervezett. Amikor csatlakozott a Richard Hülsenbeck által 1918 áprilisában alapított Klub DADA-hoz, Hausmannal együtt kezdték el felfedezni a kollázst és a fotómontázst. Úgy tekintettek erre az új műfajra, mely híd lehet a magas művészet és a populáris kultúra között. 1920-ban részt vett Hausmann társaságában az I. Nemzetközi Dadavásáron (Erste Internazionale Dada-Messe).  Bár kritikusan tekintett a Novembergruppe nevű művészcsoportra, 1920–1923, 1925–1926 és 1930–1931 között munkáival részt vett az éves kiállításaikon. Humorral teli egyéni művei feltűntek Hülsenbeck Dada-Almanach című kiadványában. 1920-tól Kurt Schwitters „Merzbau”-jának építésében is részt vett, az ő hatására kezdett el konstruktivista kollázsokat készíteni 1922-ben. 1926-ban, egy átmeneti olaszországi és franciaországi tartózkodás után, csatlakozott Kurt és Helma Schwittershez Hollandiában és kapcsolatba került a De Stijl csoporttal. Megismerkedett Mathilda ('Til') Brugman íróval, akivel 1929-ig párkapcsolatban éltek. Első önálló kiállítására ezekben az években került sor. Brugmannal Berlinbe visszatérve, Höch kiállított a Nagy Berlini Művészeti Kiállításon (Grosse Berliner Kunstausstellung) (1931), (1932) és 1931-ben részt vett a Berlini Fotómontázs Kiállításon illetve a Nők szükségben (Frauen in Not) című bemutatón, mely a kormány abortuszellenes törvénye ellen tiltakozott. A Harmadik Birodalom ideje alatt Berlin egy peremvárosi kerületében lévő házban lakott, s belső száműzetésbe vonult vissza, műveit nem állíthatta ki. A második világháború után Nyugat-Berlinben maradt.